# Elizabeth Whitlock
Elizabeth Whitlock (née Kemble ; 2 avril 1761, Warrington, Lancashire - 27 février 1836, Addlestone) est une actrice anglaise, membre de la famille d'acteurs Kemble. 

## Biographie

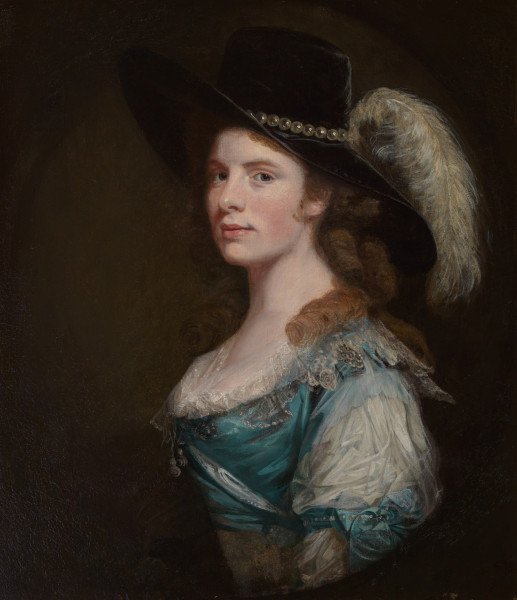
Elizabeth Whitlock par (attribué à) John Downman

Elle fait sa première apparition sur scène en 1783. En 1785, elle épouse Charles E. Whitlock, l'accompagne en Amérique et y joue avec beaucoup de succès. Elle semble avoir pris sa retraite vers 1807. Elle est la sœur de l'actrice Sarah Siddons.